# Atta Elayyan
Atta Mohammed Elayyan (en arabe : عطا عليان), né le 21 juin 1985 au Koweit et mort le 15 mars 2019 lors des attentats de Christchurch (Nouvelle-Zélande), est un joueur international néo-zélandais de futsal et un dirigeant d'entreprise technologique d'origine palestinienne.

## Biographie
Atta Elayyan nait au Koweit, où sa famille, originaire de Jérusalem Est, est réfugiée. Il passe une partie de son enfance à Corvallis (Oregon), puis la famille s'installe à Christchurch, en Nouvelle-Zélande, où Atta étudie en programmation à l'université de Canterbury.

### Carrière sportive
Gardien de but de futsal pour l'équipe des Dragons de Canterbury, il est sélectionné en équipe nationale à 19 reprises et reçoit le prix du joueur de l'année 2014, décerné par la fédération de Nouvelle-Zélande de football,.

### Carrière professionnelle
Cofondateur en 2010 de Lazyworm Applications, une start up spécialisée dans la conception d'applications Microsoft, il fonde sa branche «services», LWA Solutions, en 2012, et en assume la présidence jusqu'à sa mort.
À ce titre, il est reconnu comme l'une des 100 personnes les plus innovantes en Nouvelle-Zélande dans le domaine des technologies de l'information en 2017 et en 2018.

### Mort
Atta Elayyan est tué par le terroriste d'extrême droite Brenton Tarrant au cours d'un massacre visant deux mosquées de Christchurch le vendredi 15 mars 2019 au moment de la Jumu'ah.